# گرانیتو
گرانیتو (به پرتغالی: Granito) یک منطقهٔ مسکونی در برزیل است که در پرنامبوکو واقع شده‌است. گرانیتو ۵۲۲ کیلومتر مربع مساحت و ۷٬۵۳۷ نفر جمعیت دارد و ۴۴۷ متر بالاتر از سطح دریا واقع شده‌است.